# 13è Festival Internacional de Cinema de Canes
El 13è Festival Internacional de Cinema de Canes es va dur a terme del 4 a 20 de maig de 1960. La Palma d'Or fou atorgada a La Dolce Vita de Federico Fellini. El festival va obrir amb Ben-Hur, dirigida per William Wyler.

## Jurat
Les següents persones foren nomenada membres del jurat en la competició de 1960:
Pel·lícules
- Georges Simenon  President del jurat
- Marc Allégret
- Louis Chauvet  (periodista)
- Diego Fabbri
- Hidemi Ima
- Grigori Kozintsev
- Maurice Leroux
- Max Lippmann  (crític)
- Henry Miller
- Simone Renant
- Ulises Petit de Murat

Curtmetratges
- Georges Altman  (periodista)
- Nicolas Hayer
- Henri Storck
- Jean Vivie  (CST official)
- Dušan Vukotić

## Pel·lícules en competició
Les pel·lícules següents competien per la Palma d'Or:
- L'Amérique insolite de François Reichenbach
- L'avventura d'Michelangelo Antonioni
- Zezowate szczęście d'Andrzej Munk
- Bal·lada o soldate de Grigori Txukhrai
- Jakten d'Erik Løchen
- Cidade Ameaçada de Roberto Farias
- Los golfos de Carlos Saura
- La Dolce Vita de Federico Fellini
- Ching nu yu hun de Li Han Hsiang
- Parvi urok de Rangel Vulchanov
- Le Trou de Jacques Becker
- Home from the Hill de Vincente Minnelli
- Si le vent te fait peur d'Emile Degelin
- Dama s sobachkoy de Iosif Kheifits
- Macario de Roberto Gavaldón
- Poté tin kyriaki de Jules Dassin
- Deveti krug de France Štiglic
- Kagi deKon Ichikawa
- Paw(també Boy of Two Worlds) d'Astrid Henning-Jensen
- La procesión de Francis Lauric
- The Savage Innocentsde Nicholas Ray i Baccio Bandini
- Moderato Cantabile de Peter Brook
- Sons and Lovers de Jack Cardiff
- Sujata de Bimal Roy
- Telegrame de Gheorghe Naghi i Aurel Miheles
- La carta inacabada (Neotpravlennoye pismo) de Mikhail Kalatozov
- La font de la donzella (Jungfrukällan) d'Ingmar Bergman
- Kam čert nemůže de Zdeněk Podskalský
- La jove de Luis Buñuel

## Pel·lícules fora de competició
Les següents pel·lícules foren seleccionades per ser mostrades fora de competició:
- Ben-Hur de William Wyler
- Orient-Occident d'Enrico Fulchignoni

## Curtmetratges en competició
Els següents curtmetratges competiren per la Palma d'Or al millor curtmetratge:
- Aux confins des deux continents d'Emlak Kredi Bankasi
- La ballata del Monte Bianco de Luciano Ricci
- The Blue of the Sky de John Ralmon
- Le brise glace atomique Lenine de Nicholas Tcherskov
- A City Called Copenhagen de Jørgen Roos
- Dagen mijner jaren de Max De Haas
- De Dragul Printesei d'Ion Popescu-Gopo
- Enfants des courants d'air d'Edouard Luntz
- Fiesta en Xochimilco de Fernando Martinez Alvarez
- Fitz-Roy de Humberto Peruzzi
- Franz Hellens ou documents secrets de Lucien Deroisy
- In Search of Lincoln de Carlisle, Dunphy, Wondsel
- Le journal d'un certain David de Pierre Jallaud, Sylvie Jallaud
- Mali voz de Branislas Bastac
- Materia e forma de Fulvio Tului
- Orff-Schulwerk - Rhythmisch-Melodische Erziehung de Hans Rolf Strobel, Heinz Tichawsky
- Paris la belle de Pierre Prévert
- Perfecto luna d'Archibaldo Burns
- Le pilote m'a dit de Niklaus Gessner
- Pozor de Jiri Brnecka
- Promethee de Todor Dinov
- Die Purpulinie de K.L. Ruppel
- Ragadozo novenyek d'Ágoston Kollányi
- Roman mosaics in Anatolia de M.S. Ipsiroglu
- Shringar de RavI Prakash
- Sorolla, pintor de la luz de Manuel Dominguez
- Le sourire de Serge Bourguignon
- Universe/Notre univers de Roman Kroitor
- Uwaga diabel de Zenon Wasilewski
- Wadlopers d'Emile Van Moerkerken
- Winter Quaters de John P. Taylor

## Premis

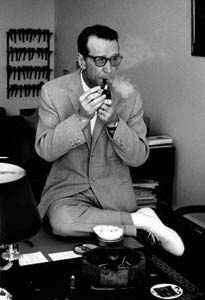
Georges Simenon, president del jurat

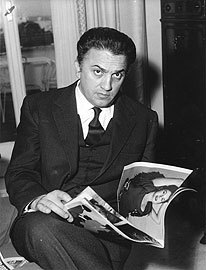
Federico Fellini, guanyador de la Palma d'Or

### Guanyadors oficials
Les següents persones i pel·lícules foren premiades el 1960:
- Palma d'Or: La Dolce Vita de Federico Fellini
- Premi del Jurat:
  - L'avventura de Michelangelo Antonioni
  - Kagi de Kon Ichikawa
- Millor actriu:
  - Jeanne Moreau per Moderato Cantabile
  - Melina Mercouri per Poté tin Kyriaki
- Millor participació:[3]
  - Dama s sobachkoy de Iosif Kheifits
  - Bal·lada o soldate de Grigori Txukhrai

Curtmetratge
- Palma d'Or al millor curtmetratge: Le sourire de Serge Bourguignon
- Premi del jurat al curtmetratge: 
  - Paris la belle de Pierre Prévert
  - A City Called Copenhagen de Jørgen Roos
  - Universe/Notre univers de Roman Kroitor
- Menció especial al curtmetratge: Dagen mijner jaren de Max De Haas

### Premis independents
FIPRESCI
- Premi FIPRESCI: La font de la donzella (Jungfrukällan) d'Ingmar Bergman

Premi OCIC
- Paw d'Astrid Henning-Jensen

Altres premis
- Menció especial:
  - La font de la donzella (Jungfrukällan) d'Ingmar Bergman
  - La jove de Luis Buñuel

## Mèdia
- British Pathé: Cannes Film Festival 1960 footage
- Institut National de l'Audiovisuel: Cannes Festival (en francès)
- INA: Dolce Vita night at the 1960 Festival (en francès)
- INA: Llista de guanyadors del Festival de Canes de 1960 (comentari en francès)
- INA: Opening of the Cannes Film Festival (en francès)